# ISO/IEC 8859-2
Az ISO 8859-2 (hivatalosan ISO/IEC 8859-2, röviden és nem hivatalosan Latin-2) az ISO/IEC 8859-es karakterkódolási szabvány második része. Az ISO által kettes számú latin ábécének nevezett 191 karakter mindegyikének egybájtos (nyolcbites) kódját adja meg. A 191 karakter között minden magyar ékezetes betű megtalálható (a sok más készletből hiányzó ő és ű is).
Az ISO_8859-2:1987 (mime rövidítéséből ismertebb nevén ISO-8859-2 (az „ISO” után kötőjellel)) az IANA-nak erre a szabványra épülő karakterkészletének neve, melyben a C0 (0x00-0x1F) és a C1 (0x80-0x9F) rész az ISO/IEC 6429-ben meghatározott vezérlőkódokat tartalmazza. Az ISO/IEC 6429-ben és 2022-ben megadott escape szekvenciákat nem használja. További ismert nevei: ISO_8859-2, latin2, l2 és csISOLatin2.

## Használata
A kódolás szinte minden adatátviteli és kommunikációs rendszerben használható, és a következő európai nyelvek megjelenítésére alkalmas: bosnyák, cseh, horvát, lengyel, magyar, román, szerb (a latinbetűs írásmóddal), szerbhorvát, szlovák, szlovén, alsószorb és felsőszorb. Bizonyos nyugat-európai nyelvek leírására is alkalmas (ilyen például a finn), de a norvég és a dán az å betű hiányából fakadóan nem írható le vele. Ezeket az utóbbi (nyugati) nyelveket önmagukban általában az ISO 8859-1-es szabvány szerint szokás kódolni, de a szükséges kódhelyek azonosak a 2-es szabvánnyal, ami a többnyelvű dokumentumok kezelését könnyíti meg.
Ez a szabvány sok hasonlóságot mutat a windows-1250 kódolással, de nem pontos részhalmaza, ellentétben az ISO 8859-1 és a windows-1252 esetével.
| ISO/IEC 8859-2 | ISO/IEC 8859-2  | ISO/IEC 8859-2  | ISO/IEC 8859-2  | ISO/IEC 8859-2  | ISO/IEC 8859-2  | ISO/IEC 8859-2  | ISO/IEC 8859-2  | ISO/IEC 8859-2  | ISO/IEC 8859-2  | ISO/IEC 8859-2  | ISO/IEC 8859-2  | ISO/IEC 8859-2  | ISO/IEC 8859-2  | ISO/IEC 8859-2  | ISO/IEC 8859-2  | ISO/IEC 8859-2  |
| -------------- | --------------- | --------------- | --------------- | --------------- | --------------- | --------------- | --------------- | --------------- | --------------- | --------------- | --------------- | --------------- | --------------- | --------------- | --------------- | --------------- |
|                | x0              | x1              | x2              | x3              | x4              | x5              | x6              | x7              | x8              | x9              | xA              | xB              | xC              | xD              | xE              | xF              |
| 0x             | vezérlőkarakter | vezérlőkarakter | vezérlőkarakter | vezérlőkarakter | vezérlőkarakter | vezérlőkarakter | vezérlőkarakter | vezérlőkarakter | vezérlőkarakter | vezérlőkarakter | vezérlőkarakter | vezérlőkarakter | vezérlőkarakter | vezérlőkarakter | vezérlőkarakter | vezérlőkarakter |
| 1x             | vezérlőkarakter | vezérlőkarakter | vezérlőkarakter | vezérlőkarakter | vezérlőkarakter | vezérlőkarakter | vezérlőkarakter | vezérlőkarakter | vezérlőkarakter | vezérlőkarakter | vezérlőkarakter | vezérlőkarakter | vezérlőkarakter | vezérlőkarakter | vezérlőkarakter | vezérlőkarakter |
| 2x             | SP              | !               | "               | #               | $               | %               | &               | '               | (               | )               | *               | +               | ,               | -               | .               | /               |
| 3x             | 0               | 1               | 2               | 3               | 4               | 5               | 6               | 7               | 8               | 9               | :               | ;               | <               | =               | >               | ?               |
| 4x             | @               | A               | B               | C               | D               | E               | F               | G               | H               | I               | J               | K               | L               | M               | N               | O               |
| 5x             | P               | Q               | R               | S               | T               | U               | V               | W               | X               | Y               | Z               | [               | \               | ]               | ^               | _               |
| 6x             | `               | a               | b               | c               | d               | e               | f               | g               | h               | i               | j               | k               | l               | m               | n               | o               |
| 7x             | p               | q               | r               | s               | t               | u               | v               | w               | x               | y               | z               | {               | \|              | }               | ~               |                 |
| 8x             | vezérlőkarakter | vezérlőkarakter | vezérlőkarakter | vezérlőkarakter | vezérlőkarakter | vezérlőkarakter | vezérlőkarakter | vezérlőkarakter | vezérlőkarakter | vezérlőkarakter | vezérlőkarakter | vezérlőkarakter | vezérlőkarakter | vezérlőkarakter | vezérlőkarakter | vezérlőkarakter |
| 9x             | vezérlőkarakter | vezérlőkarakter | vezérlőkarakter | vezérlőkarakter | vezérlőkarakter | vezérlőkarakter | vezérlőkarakter | vezérlőkarakter | vezérlőkarakter | vezérlőkarakter | vezérlőkarakter | vezérlőkarakter | vezérlőkarakter | vezérlőkarakter | vezérlőkarakter | vezérlőkarakter |
| Ax             | NBSP            | Ą               | ˘               | Ł               | ¤               | Ľ               | Ś               | §               | ¨               | Š               | Ş               | Ť               | Ź               | SHY             | Ž               | Ż               |
| Bx             | °               | ą               | ˛               | ł               | ´               | ľ               | ś               | ˇ               | ¸               | š               | ş               | ť               | ź               | ˝               | ž               | ż               |
| Cx             | Ŕ               | Á               | Â               | Ă               | Ä               | Ĺ               | Ć               | Ç               | Č               | É               | Ę               | Ë               | Ě               | Í               | Î               | Ď               |
| Dx             | Đ               | Ń               | Ň               | Ó               | Ô               | Ő               | Ö               | ×               | Ř               | Ů               | Ú               | Ű               | Ü               | Ý               | Ţ               | ß               |
| Ex             | ŕ               | á               | â               | ă               | ä               | ĺ               | ć               | ç               | č               | é               | ę               | ë               | ě               | í               | î               | ď               |
| Fx             | đ               | ń               | ň               | ó               | ô               | ő               | ö               | ÷               | ř               | ů               | ú               | ű               | ü               | ý               | ţ               | ˙               |

A fenti táblázatban a 20 a közönséges szóköz-karakter, az A0 pedig a „nem törhető szóköz” (non-breaking space). Az AD az ún. „puha kötőjel” (soft hyphen), amely egyáltalán nem jelenik meg a megfelelő böngészőkben. 
A 00-1F, 7F, és a 80-9F kódokhoz az ISO/IEC 8859-2 nem rendel karaktereket. A 20-7E kódok az ASCII 95 karakterét tartalmazzák.

## Külső hivatkozások
- ISO 8859-2:1999
- Standard ECMA-94: 8-Bit Single Byte Coded Graphic Character Sets – Latin Alphabets No. 1 to No. 4 2nd edition (June 1986)
- ISO-IR 101 Right-Hand Part of Latin Alphabet No.2 (February 1, 1986)
- Archiválva 2004. december 8-i dátummal a Wayback Machine-ben ISO 8859-2 (Latin 2) források